# Plemelj-Smithies-Formeln
Die Plemelj-Smithies-Formeln (nach Josip Plemelj und Frank Smithies) sind Theoreme aus der Funktionalanalysis über die Darstellung von Operatordeterminanten wie der Fredholm-Determinante {\displaystyle \det(I+\lambda A)}  für Spurklasse-Operatoren {\displaystyle A\in {\mathcal {S}}_{1}}
und für den Spezialfall beschränkter linearer Operatoren mit endlichem Rang {\displaystyle {\mathcal {F}}({\mathcal {B}})} auf einem Banachraum {\displaystyle {\mathcal {B}}}. Die Theoreme geben eine explizite Formel zur Berechnung der Koeffizienten der Taylorentwicklung von {\displaystyle \det(I+\lambda A)} an.

## Aussage
Sei {\displaystyle A\in {\mathcal {S}}_{1}} ein Operator der Spurklasse und {\displaystyle \lambda \in \mathbb {C} }, dann ist die Determinante {\displaystyle \det(I+\lambda A)} eine ganze Funktion und es gilt
{\displaystyle \det(I+\lambda A)=1+\sum _{k=1}^{\infty }C_{k}(A)\lambda ^{k}}
wobei sich die Koeffizienten {\displaystyle C_{k}(A)} der Taylorentwicklung mit Hilfe von Determinanten
{\displaystyle C_{k}(A)={\frac {1}{k!}}\;{\begin{vmatrix}\operatorname {tr} A&k-1&0&\cdots &0\\\operatorname {tr} A^{2}&\operatorname {tr} A&k-2&\ddots &\vdots \\\vdots &\vdots &\ddots &\ddots &0\\\operatorname {tr} A^{k-1}&\operatorname {tr} A^{k-2}&\cdots &\operatorname {tr} A&1\\\operatorname {tr} A^{k}&\operatorname {tr} A^{k-1}&\cdots &\operatorname {tr} A^{2}&\operatorname {tr} A\end{vmatrix}}~.}
ausdrücken lassen.
Außerdem gilt für {\displaystyle |\lambda |<R} und {\displaystyle R>0} hinreichend klein die folgende Formel:
{\displaystyle \det(I+\lambda A)=\exp \left(\sum _{k=1}^{\infty }{\frac {(-1)^{k+1}}{k}}\operatorname {tr} (A^{k})\lambda ^{k}\right)}

## Beweis-Skizze
Die Idee besteht darin, den Beweis zunächst für den oben erwähnten Spezialfall von beschränkten Operatoren mit endlichem Rang durchzuführen und dann den Gültigkeitsbereich durch einen geeigneten Grenzübergang auf {\displaystyle {\mathcal {S_{1}}}} fortzusetzen.

### Lemma zur Verkettung der Exponentialfunktion mit einer speziellen analytischen Potenzreihe
Als Vorbereitung benötigen wir noch folgendes Lemma (siehe Gohberg et al. und Reed / Simon):
Seien {\displaystyle f} und {\displaystyle g} Funktionen, die in einer Umgebung von {\displaystyle \lambda =0} holomorph sind mit folgenden Taylorentwicklungen:
{\displaystyle f(\lambda )=\sum _{n=0}^{\infty }{\frac {a_{n}}{n!}}\lambda ^{n},\qquad g(\lambda )=\sum _{n=1}^{\infty }{\frac {(-1)^{n+1}}{n}}b_{n}\lambda ^{n}}
Sei weiterhin {\displaystyle f(\lambda )=\operatorname {exp} (g(\lambda ))}. Dann ist {\displaystyle a_{0}=1} und für {\displaystyle n\geq 1} gilt folgende Darstellung:
{\displaystyle a_{n}=\operatorname {det} {\begin{pmatrix}b_{1}&n-1&0&\cdots &\cdots &0\\b_{2}&b_{1}&n-2&\ddots &&\vdots \\\vdots &\vdots &\ddots &\ddots &\ddots &\vdots \\b_{n-2}&\cdot &\cdots &b_{1}&2&0\\b_{n-1}&b_{n-2}&\cdots &\cdots &b_{1}&1\\b_{n}&b_{n-1}&b_{n-2}&\cdots &\cdots &b_{1}\end{pmatrix}}}
Begründung:
Da in einer Umgebung von 0 die Gleichung {\displaystyle f'(\lambda )=g'(\lambda )f(\lambda )} gilt, kann man die Cauchy-Produktformel auf das Produkt der Potenzreihen von {\displaystyle g'} und {\displaystyle f} anwenden:
{\displaystyle \sum \limits _{n=1}^{\infty }{\frac {a_{n}}{(n-1)!}}\lambda ^{n-1}=\sum \limits _{n=1}^{\infty }\lambda ^{n-1}\left(\sum \limits _{k=1}^{n}(-1)^{k+1}b_{k}{\frac {a_{n-k}}{(n-k)!}}\right)}
Also
{\displaystyle a_{n}=\sum \limits _{k=1}^{n}(-1)^{k+1}b_{k}a_{n-k}{\frac {(n-1)!}{(n-k)!}}\;\;\;\;n=1,2,\ldots }
Die Aussage des Lemmas zeigt man nun durch Induktion über {\displaystyle n}. Mit der Annahme, dass die Aussage des Lemmas für {\displaystyle a_{j},1\leq j\leq n} richtig ist, folgt die Gültigkeit für {\displaystyle a_{n+1}}
durch den Laplaceschen Entwicklungssatz, da die Summenformel für {\displaystyle a_{n+1}} gerade der Entwicklung der Determinante
für {\displaystyle a_{n+1}} nach der ersten Spalte entspricht.

### Beweis für Operatoren mit endlichem Rang
Mit Hilfe des obigen Lemmas können wir nun den Beweis für Operatoren mit endlichem Rang führen (vgl. Gohberg et al. und Reed / Simon):
Sei {\displaystyle A} ein Operator aus der Algebra der beschränkten linearen Operatoren mit endlichem Rang {\displaystyle {\mathcal {F}}({\mathcal {B}})} auf einem Banachraum {\displaystyle {\mathcal {B}}}.
Wenn wir die komplexen Eigenwerte von {\displaystyle A}  mit {\displaystyle \mu _{i}\;(i=1,\ldots ,n)} bezeichnen, dann lässt sich die Determinante für
{\displaystyle \lambda <1/{\bigl |}{\underset {i=1,\ldots ,n}{\operatorname {max} }}\mu _{i}{\bigr |}} folgendermaßen darstellen:
{\displaystyle {\begin{aligned}\det(I+\lambda A)=\prod _{i=1}^{n}(1+\lambda \mu _{i})=&\operatorname {exp} \left(\sum _{i=1}^{n}\operatorname {log} (1+\lambda \mu _{i})\right)\\=&\operatorname {exp} \left(\sum _{i=1}^{n}\sum _{k=1}^{\infty }{\frac {(-1)^{k+1}}{k}}\mu _{i}^{k}\lambda ^{k}\right)\\=&\operatorname {exp} \left(\sum _{k=1}^{\infty }{\frac {(-1)^{k+1}}{k}}\lambda ^{k}\left(\sum _{i=1}^{n}\mu _{i}^{k}\right)\right)\\=&\operatorname {exp} \left(\sum _{k=1}^{\infty }{\frac {(-1)^{k+1}}{k}}\lambda ^{k}\operatorname {tr} (A^{k})\right)\end{aligned}}}
Durch Anwenden des obigen Lemmas auf die gerade hergeleitete Darstellung von {\displaystyle \det(I+\lambda A)} folgt unmittelbar die Gültigkeit der Plemlj-Smithies Formeln für Operatoren mit endlichem Rang.

### Stetige Fortsetzung auf eingebettete Unteralgebren mit der Approximations-Eigenschaft
Wir bezeichnen mit
- {\displaystyle {\mathcal {L}}({\mathcal {B}})} die Algebra aller beschränkten linearen Operatoren
- {\displaystyle {\mathcal {F}}({\mathcal {B}})} die Algebra aller beschränkten linearen Operatoren mit endlichem Rang

auf einem komplexen Banachraum {\displaystyle {\mathcal {B}}}
Eine Unteralgebra {\displaystyle {\mathcal {D}}} von {\displaystyle {\mathcal {L}}({\mathcal {B}})} heißt stetig eingebettet in {\displaystyle {\mathcal {L}}({\mathcal {B}})}, falls es eine Norm {\displaystyle \|\cdot \|_{\mathcal {D}}} auf {\displaystyle {\mathcal {D}}} gibt, so dass
{\displaystyle 1.\;\|A\|_{{\mathcal {L}}(B)}\leq C\|A\|_{\mathcal {D}}}
Zusätzlich fordern wir
{\displaystyle 2.\;\|AB\|_{\mathcal {D}}\leq C\|A\|_{\mathcal {D}}\|B\|_{\mathcal {D}}}
- Der Einfachheit halber nennen wir eine Unteralgebra {\displaystyle {\mathcal {D}}} eine eingebettete Unteralgebra, wenn die Norm auf {\displaystyle {\mathcal {D}}} die Bedingungen 1. und 2. erfüllt.
- Falls zusätzlich {\displaystyle {\mathcal {F}}_{\mathcal {D}}={\mathcal {F}}\cap {\mathcal {D}}} dicht in {\displaystyle {\mathcal {D}}} bezüglich der Norm {\displaystyle \|\cdot \|_{\mathcal {D}}} liegt, so sagen wir, dass {\displaystyle {\mathcal {D}}} die Approximationseigenschaft hat.

Man kann zunächst allgemein nachweisen, dass sich unter gewissen Voraussetzungen die Funktion {\displaystyle \operatorname {det} (I+\lambda A)} für eingebettete Unteralgebren {\displaystyle {\mathcal {D}}} mit Approximationseigenschaft setig von {\displaystyle {\mathcal {F}}_{\mathcal {D}}} nach {\displaystyle {\mathcal {D}}} fortsetzen lässt (siehe z. B. Gohberg et al.).
Speziell lässt sich nun zeigen, dass
- die Menge {\displaystyle {\mathcal {S}}_{1}}der Operatoren der Spurklasse eine Unteralgebra von {\displaystyle {\mathcal {L}}({\mathcal {B}})} mit der Approximationseigenschaft ist (vgl. Gohberg et al.[6])
- sich {\displaystyle \operatorname {det} (I+\lambda A)} von {\displaystyle {\mathcal {F}}\cap {\mathcal {S}}_{1}} stetig nach {\displaystyle {\mathcal {S}}_{1}} fortsetzen lässt vgl. Gohberg et al.[7]

## Alternative Formulierung der Plemelj-Smithies-Formeln mit Hilfe von Bell-Polynomen
Ein Spezialfall der Formel von Faà di Bruno besagt, dass sich die Exponentialfunktion einer formalen Potenzreihe mit Hilfe von vollständigen Bell-Polynomen ausdrücken lässt:
{\displaystyle \exp \left(\sum _{n=1}^{\infty }{\frac {a_{n}}{n!}}x^{n}\right)=\sum _{n=0}^{\infty }{\frac {B_{n}(a_{1},\dots ,a_{n})}{n!}}x^{n}}
Wenn man dies anstelle des obigen Lemmas auf die Darstellung von {\displaystyle \operatorname {det} (I-\lambda A)} anwendet, so erhält man folgende alternative Darstellung für die Taylorkoeffizienten {\displaystyle C_{k}(A)}:
{\displaystyle C_{k}(A)={\frac {1}{k!}}\;{\mathcal {B}}_{k}{\Bigl (}0!~\operatorname {tr} A,-1!~\operatorname {tr} A^{2},2!~\operatorname {tr} A^{3},\ldots ,(-1)^{k-1}(k-1)!~\operatorname {tr} A^{k}{\Bigr )}.}

## Korollar: Charakteristisches Polynom einer endlich-dimensionalen Matrix
Ein besonders einfaches Anwendungsbeispiel sind endlich-dimensionale Matrizen {\displaystyle A\in \mathbb {C} ^{n\times n}}, da man für diese mit Hilfe der Plemlj-Smithies-Formeln
unmittelbar explizite Formeln für die Koeffienten {\displaystyle c_{k}} des durch
{\displaystyle \chi _{A}(\lambda )=\det \left(\lambda I-A\right)=\sum _{k=1}^{n}c_{k}\lambda ^{k}}
definierten charakteristischen Polynoms der Matrix ableiten kann:
{\displaystyle {\frac {1}{\lambda ^{n}}}\det \left(\lambda I-A\right)=\det \left(I+\left(-\;{\frac {1}{\lambda }}\right)A\right)=1+\sum _{k=1}^{\infty }C_{k}(A)(-1)^{k}{\frac {1}{\lambda ^{k}}}}.
Da das charakteristische Polynom vom Grad {\displaystyle n} ist, muss {\displaystyle C_{k}(A)=0} sein für {\displaystyle k>n}, d. h. die Laurententwicklung reduziert sich zu einer endlichen Summe von Termen, die Potenzen von {\displaystyle \lambda } mit nicht-negativen Exponenten haben:
{\displaystyle \det \left(\lambda I-A\right)=\sum _{k=0}^{n}(-1)^{k}C_{k}(A)\lambda ^{n-k}}.
Durch Koeffizientenvergleich erkennt man:
{\displaystyle c_{n-k}=(-1)^{k}C_{k}(A)}.